# Steve Lillywhite
Steve Lillywhite, CBE (15 de março de 1955) é um produtor musical inglês, vencedor de diversos Grammy Awards. É mais conhecido pelos seus trabalhos com os grupos U2, 30 Seconds to Mars, Evanescence, entre outros.

## Início da carreira
Lillywhite entrou na indústria da música em 1972, quando trabalhava como operador de fita para a Polygram. Ele produziu uma gravação demo para Ultravox, o que os levou a assinar com a Island Records. Lillywhite logo se juntou a Island Records como um produtor, onde trabalhou com muitos dos principais músicos do new wave. Seu primeiro sucesso comercial foi com Siouxsie and the Banshees, em agosto de 1978, depois de produzir seu primeiro single, "Hong Kong Garden". Ele também produziu "Ku Klux Klan" - o primeiro single que Steel Pulse lançou com a Island Records em 1978.

## 1980
Em 1980, Lillywhite produziu Peter Gabriel (também conhecido como III ou Melt). No mesmo ano, ele produziu o álbum de estreia do The Psychedelic Furs, bem como Boy, o álbum de estreia do U2. Lillywhite passou a produzir October e War do U2. Ele seguiu em frente para produzir um trabalho de Simple Minds, Big Country, XTC, The Chameleons, Toyah, Talking Heads, Eddie e os Hot Rods, Morrissey, The Rolling Stones e o álbum Shine da ex-vocalista do ABBA, Anni-Frid Lyngstad.

## 1990
Durante a década de 1990, Lillywhite continuou a produzir Morrissey, mas começou a deixar sua marca com álbuns de Travis, Phish e em vários discos de platina, incluindo Under the Table and Dreaming, Crash, e Before These Crowded Streets do Dave Matthews Band. Em 1990, ele co-produziu Achtung Baby do U2, junto com Brian Eno, Daniel Lanois e Flood. Em 1991 ele voltou para Dublin para produzir o álbum de estreia, A Sonic Holiday, com a banda Engine Alley. Ele também foi trazido para produzir a estreia (e único álbum) do The La's. Em 1996, ele produziu Billy Breathes do Phish e ele voltou a produzir o álbum Joy em 2009.

## 2010
Em 22 de fevereiro de 2010, Lillywhite entrou em estúdio com Evanescence para produzir o terceiro álbum da banda, porém foi rejeitado pela gravadora em abril do mesmo ano, pois acharam que "não soava como Evanescence".
Em 25 de maio de 2010, o site oficial do Oasis anunciou que Lillywhite ia trabalhar com Liam Gallagher, Gem Archer, Andy Bell e Chris Sharrock no material para a banda Beady Eye.
Em 2011, Bono & The Edge convidou Lillywhite para produzir a gravação do elenco de Spider-Man: Turn Off the Dark.
Em 2012, Lillywhite foi nomeado Comandante da Ordem do Império Britânico (CBE) no Prêmio de Ano Novo de 2012 pelos serviços de música.
Lillywhite se juntou com Thirty Seconds to Mars em 2012 como co-produtor do quarto álbum da banda, Love, Lust, Faith and Dreams.
Em 2015, no Grammy Awards, Lillywhite recebeu seu sexto prêmio Grammy por seu trabalho no álbum de Juanes, Loco De Amor. No mesmo ano, foi creditado como produtor do cover "Baby Did a Bad Bad Thing", de Chris Izaak, feito por Amy Lee para o EP Recover, Vol. 1. A faixa foi originalmente gravada para o projeto original do terceiro álbum do Evanescence produzido por Lillywhite em 2010.
Em 2016, Lillywhite produziu um álbum da banda de rock tailandesa Slot Machine.